# Golestan
Golestan (Perzisch: استان گلستان, Ostān-e Golestān) is een van de 31 provincies van Iran. De provincie is gelegen in het noordoosten van het land en de oppervlakte beslaat 20.367 km². De hoofdstad van deze provincie is Gorgan.
Andere steden zijn:
- Bandar Turkaman
- Bandar Gaz
- Ali Abad
- Kord Kooy
- Gonbad Kavoos
- Minoo Dasht

Alborz · Ardebil · Oost-Azerbeidzjan · West-Azerbeidzjan · Bushehr · Chahar Mahaal en Bakhtiari · Fars · Gilan · Golestan · Hamadan · Hormozgan · Ilam · Isfahan · Kerman · Kermanshah · Noord-Khorasan · Razavi-Khorasan · Zuid-Khorasan · Khoezistan · Kohgiluyeh en Boyer Ahmad · Kordestan · Lorestan · Markazi · Mazandaran · Qazvin · Qom · Semnan · Sistan en Beloetsjistan · Teheran · Yazd · Zanjan